# Das Felsenschloss
Das Felsenschloss, auch Ritterburg im See, Schottische Landschaft oder Bergschloss, ist der Titel eines frühen Hauptwerks des Malers Carl Friedrich Lessing. Das romantische Gemälde entstand 1828 und markiert den Beginn der Landschaftsmalerei der Düsseldorfer Schule und der Eifelmalerei.

## Beschreibung und Bedeutung
Das Gemälde zeigt eine mittelalterliche Burg in einer von schroffen Felsformationen und urwüchsigen Laubwäldern geprägten Landschaft. Inmitten eines Bergsees ragt ein steiler, an einer Seite über das Wasser kragender Felszahn empor, auf dessen Terrassen sich verschiedene Gemäuer der Burganlage verteilen. Die Anlage gipfelt in einem zinnenbekrönten Bergfried, auf dessen Plateau eine rote Fahne weht. Ebenfalls eine rote Fahne weht am Heck eines von zwei Rittern besetzten Ruderkahns auf dem Bergsee. Der Kahn nähert sich der Burgpforte, deren Zugbrücke gerade herabgelassen wird. Ein Kastellan oder Burgherr begrüßt Ankommenden von einer Zinne am Burgtor.
Die Landschaft schildert im Vordergrund das felsige Seeufer, führt den Blick im Mittelgrund über eine hell erleuchtete Waldszene und reicht bis zu Hügelketten, die sich im Licht einer leicht dunstigen Atmosphäre am fernen Horizont verlieren. Die Witterung ist von abziehenden Regenwolken gekennzeichnet, die einen leuchtend blauen Himmel freilegen, welcher sich im Bergsee spiegelt.
In dem Gemälde kombinierte der Maler das tradierte Konzept der heroischen Landschaft mit Motiven des in der Zeit der Romantik wiederauflebenden Ritterromans. Eine populäre Vorlage, die Lessing beeinflusste, war der 1821 in Deutsch erschienene historischen Roman Der Abt des schottischen Schriftstellers Walter Scott, in dem das Loch Leven Castle geschildert wird.
Das Bild entsprach vollends dem romantischen Zeitgeist. Ein neues Geschichtsbewusstsein hatte das Interesse für mittelalterliche Architektur, für Burgen und Ruinen erweckt. Im Zuge der Burgen- und Rheinromantik begann man seinerzeit mit dem Ausbau von Burgruinen am Rhein. Ein Beispiel hierfür ist die Burg Rheinstein, die der Düsseldorfer Divisionskommandeur Friedrich von Preußen bis 1829 zu Wohnzwecken herrichten und ausgestalten ließ.

## Entstehung und Rezeption

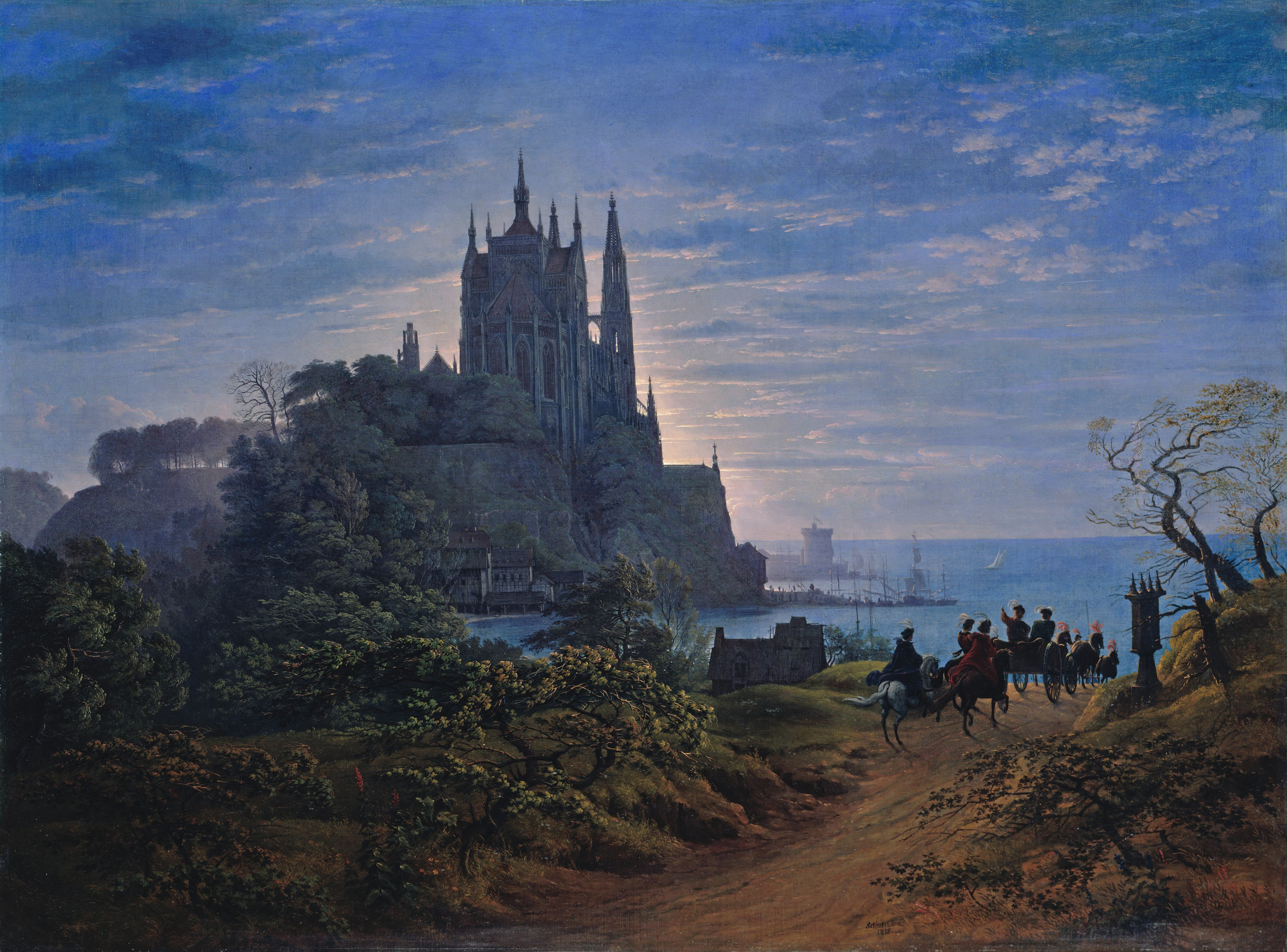
Karl Friedrich Schinkel: Gotische Kirche auf einem Felsen am Meer, 1815, Alte Nationalgalerie

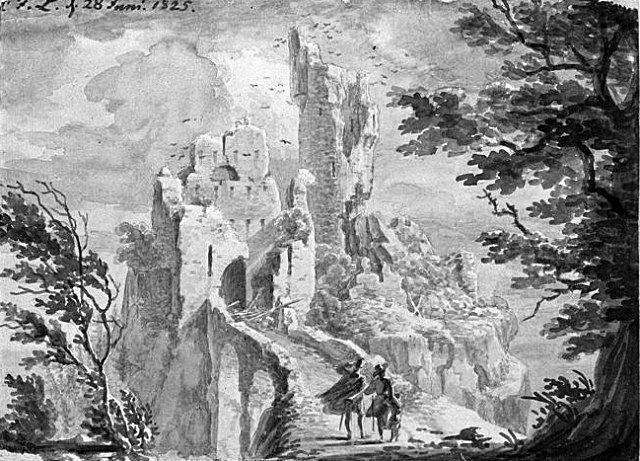
Burgruine mit Wanderern, 1825, Tuschezeichnung von Carl Friedrich Lessing, Nationalmuseum Warschau

Carl Friedrich Lessing, der Maler des Bildes, war 1826 von Berlin, wo er unter Karl Friedrich Schinkel die Bauakademie und danach die Kunstakademie besucht hatte, an die Kunstakademie Düsseldorf gewechselt. Dort war sein Freund und Mentor Wilhelm Schadow gerade Direktor geworden. In Düsseldorf lernte Lessing Johann Wilhelm Schirmer kennen, mit dem ihn ein Interesse für die Landschaftsmalerei verband. Dieses Genre nahm jedoch im Lehrprogramm Schadows entsprechend der damals geltenden Genrehierarchie nur einen hinteren Platz ein.
Durch Schinkel, den Leiter der Berliner Bauakademie, lernte Lessing die landschaftliche Darstellung erhabener Architekturmotive kennen, etwa durch dessen Gotische Kirche auf einem Felsen am Meer (1815). An der Berliner Kunstakademie wandte er sich unter Samuel Rösel und Heinrich Dähling verstärkt der Landschaftsmalerei zu. Dort entwickelte er 1825 bereits die Idee zu einer von Wasser umgebenen Felsenburg. Von Düsseldorf aus unternahm Lessing im Sommer 1827 eine Studienreise in das Ahrtal und an die Burg Are, wo er zu seiner bereits entworfenen Wasserburg – angeregt durch Studien von Jakob Götzenberger – Naturstudien über Felsformationen betrieb und sie 1828 in eine farbige Ölskizze der Felsenburg einfließen ließ. Studien zur Felsenburg waren im Winter 1827/1828 das erste Werk, das Lessing mit Schirmer in dem gemeinsam gegründeten „Landschaftlichen Komponierverein“ erörterte. In diesem Verein hatten sich beide verpflichtet, einander „etwa alle 14 Tage eine Komposition in Zeichnung vorzulegen“. Die Skizzen und der Austausch mit Schirmer bildeten die Grundlage zu dem Gemälde, zu dem der Berliner Bankier Joachim Heinrich Wilhelm Wagener schließlich den Auftrag erteilte.
Zusammen mit Schirmer, der sein Werk Deutscher Urwald präsentierte, stellte Lessing im Oktober 1828 neben anderen Arbeiten auch das fertiggestellte Auftragsbild unter dem Titel Schottische Landschaft in der Berliner Akademie-Ausstellung vor, nachdem es im gleichen Jahr bereits auf einer Ausstellung des Kunstvereins für die Rheinlande und Westfalen zu sehen gewesen war.  Auf den Ausstellungen erregte Lessings „Landschaft des Rittertums“ Aufsehen.

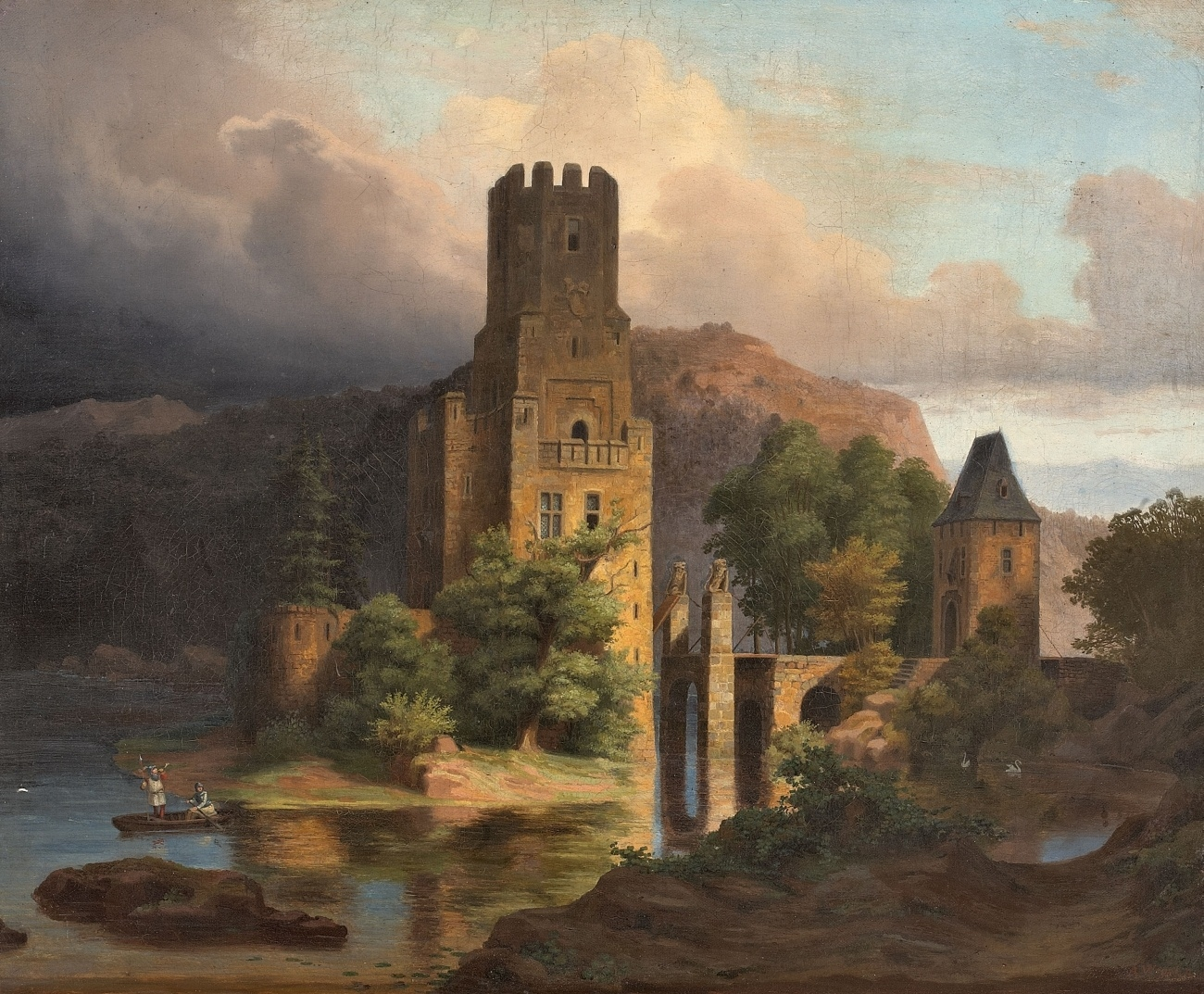
Adolph Wegelin: Wasserburg

Nachahmer des Lessingschen Felsenschlosses waren etwa der Klever Maler Adolph Wegelin, der ab 1828 an der Düsseldorfer Akademie studierte, und Caspar Scheuren.
In seinem 1854 veröffentlichten Buch über die Düsseldorfer Malerschule problematisierte der Arzt und Kunstschriftsteller Wolfgang Müller von Königswinter das Gemälde vor dem Hintergrund der zeitgenössischen Realismusdebatte. Er sah in dem Bild „wirr gezackte phantastische Felsmassen“, die ein „abenteuerliches Schloß“ tragen. Lessings anfängliches Auftreten in der Landschaftsmalerei sei das eines „jugendlichen romantischen Poeten“ gewesen, das „Schroffe, Bizarre, Seltsamliche“ sei das Charakteristische dieser Frühphase. Verglichen mit der „krankhaften Hypertrophie“ des Dresdner Malers Caspar David Friedrich habe Lessing jedoch stets an der „lebendige[n] Anschauung“ angeknüpft: „So phantastisch sich seine Gemälde ansahen, so wurde er doch der Wirklichkeit nicht untreu. Die Realität seine[s] Geistes hütete ihn vor Abirrungen.“

## Provenienz
Aus der Sammlung des Bankiers Wagener gelangte das Gemälde 1861 in den Gründungsbestand der Wagenerschen und National-Galerie und zog mit ihm 1876 in die Alte Nationalgalerie, in deren Katalogen es als Ritterburg geführt wurde. In den Jahren 1935 bis 2010 war das Bild als Dauerleihgabe dem Museum Kunstpalast in Düsseldorf überlassen.
Lessings Zeichnung Burgruine Altenahr von Süden (1827) besitzt das Cincinnati Art Museum, Lessings Ölskizze Felsenschloss (1828) das Kurpfälzische Museum Heidelberg.